# BMW E38
E38 var chassiskoden for BMW 7-serien fra 1994 til 2001.

## Historie og varianter
Ved introduktionen i 1994 kunne først kun fås de fra den tidligere model E32 kendte V8-motorer på 3,0 og 4,0 liter. Kort efter fulgte 750i med V12-motor, og 1995 728i med 6-cylindret rækkemotor.
Da modellen blev teknisk ændret i 1996 fik den fire i stedet for to airbags. Desuden blev 3,0 og 4,0 V8-motorerne forstørret til 3,5 (735i) hhv. 4,4 (740i) liter, og en dieselmodel, 725tds, blev introduceret.

## Motorer
- Wikimedia Commons har flere filer relateret til BMW E38

| Foregående: BMW E32 | BMW E38 1994−2001 | Efterfølgende: BMW E65 |

| Stub | Spire Denne bilrelaterede artikel er en spire som bør udbygges. Du er velkommen til at hjælpe Wikipedia ved at udvide den. |